# MNG Airlines
MNG Airlines to turecka linia lotnicza cargo. Linia obsługuje regularny i nieregularny ruch towarowy. Bazą przewoźnika jest Port lotniczy Stambuł-Atatürk. Klientami linii są:
- Air France
- Cargolux
- DHL
- Emirates
- Lufthansa
- Pakistan International Airlines
- Qatar Airways Cargo
- TAP Portugal
- Turkish Airlines
- United Parcel Service

## Historia
Linia powstała w 1996 roku, a pierwsze loty odbyły się w listopadzie 1997 roku. W latach 2002–2006 linia obsługiwała także lotnicze przewozy pasażerskie.

## Trasy
Linia obsługuje regularne połączenia cargo z lotniska w Stambule do:
- Szanghaju
- Tallinna
- Paryża
- Frankfurtu-Hahn
- Lipska
- Mediolanu
- Londynu
- Kolonii/Bonn

## Flota
Flota przewoźnika składa się z 8 samolotów.